# Allner
Allner ist ein Ortsteil der Stadt Hennef (Sieg) im Rhein-Sieg-Kreis, Bundesland Nordrhein-Westfalen.

## Lage
Allner liegt nördlich der Sieg und westlich der Bröl. Ein Ortsteil ist der ehemals eigenständige Wohnplatz Müschmühle. Nachbarorte sind nordöstlich Bröl und nordwestlich Weingartsgasse. Durch den Ort führt die Landesstraße 352, die sich zunächst als Schloßstraße weiter in Richtung Norden nach Happerschoß und Heisterschoß schlängelt. Oberhalb von Allner liegt der 192 m hohe Mühlenberg, unterhalb der Allner See.

## Geschichte
Um 1280 wird die Siedlung erstmals urkundlich erwähnt. Das Augustinerinnenkloster Merten erhält Land prope Alnere zum Geschenk. Schon zu dieser Zeit dürfte ein festes Haus Mittelpunkt einer kleinen Grundherrschaft gewesen sein. Gegen Ende des 14. Jahrhunderts befindet sich der Rittersitz, das spätere Schloss Allner, in der Hand derer von Markelsbach. Dem Schloss zu Füßen liegt der Kern des Dorfes mit 147 Einwohnern im Jahr 1816, 225 in 1871 und 194 Einwohnern im Jahr 1961.
Nach der preußischen Ordnung gehörte Allner zur Gemeinde Altenbödingen in der Bürgermeisterei Lauthausen.
Am 1. Oktober 1956 wurde die Gemeinde Lauthausen durch die Eingliederung der bisherigen Gemeinden Altenbödingen und Happerschoß eine amtsfreie Gemeinde. Sie umfasste den größten Teil des Amtes Lauthausen. Im Rahmen der kommunalen Neugliederung des Raumes Bonn wurde zum 1. August 1969 die Gemeinde Lauthausen aufgelöst. Die überwiegenden Teile der zugehörigen Ortschaften wurden der gleichzeitig neu gebildeten Gemeinde Hennef (Sieg) angegliedert.
Allner hatte 1910 53 Haushalte: Witwe Johann Adolfs, Wirt Josef Andrée, Witwe Andreas Antweiler, Schmied Ignatz Antweiler, Maurer Karl Bähr, Fabriksarbeiter Wilhelm Becker, Maurer Johann Becker, Fabrikarbeiter Peter Josef Becker, Maschinist Heinrich Billgen, die Fabrikarbeiter Heinrich und Peter Josef Breuer, sowie Heinrich und Peter Decker, Buchdrucker Peter Decker, Wirt Christian Dornbusch, Schlosser Karl Theodor Dornbusch, Fabrikarbeiter Gottfried Dreesbach, Schlosser Andreas Engels, Ackerer Johann Gießen, die Fabrikarbeiter Josef Gießen, Josef Humbach, Peter Jakobs und Christian John, Ackerer Johann John, Brückenwärter Jacob Kirschbaum, Ackerer Gerhard Wilhelm Klein, Bäcker Karl Laufenberg, Ackerer Heinrich Lohr, Fabrikarbeiter Christian Lütz, Metzger Johann Marqua, Fabrikarbeiter Peter Neff, Ackerer Heinrich Prinz, Fabrikarbeiter Josef Pützstück, Ackerer Adolf Rings, Kleinhändler Johann Rings, Fabrikarbeiter Anton Schäfer, Witwe Josef Schäfer, Förster Karl Schmitt, Fabrikarbeiter Peter Schmitz, Ackerin Witwe Peter Josef Schmitz, die Fabrikarbeiter Wilhelm Schneider, Peter Schneller und Wilhelm Schneller, Ackerin Witwe Adolf Walterscheid, Kleinhändlerin Witwe Heinrich Walterscheid, die Fabrikarbeiter Johann Walterscheid, Johann Weißkirchen, Wilhelm Weißkirchen und Heinrich Wilms, Witwe Johann Wilms, die Ackerinnen Witwe Johann Winterscheid und Witwe Jakob Walterscheid und die Ackerin Witwe Heinrich Zolper.
Es gab also noch elf Landwirtschaften, zwei Wirtschaften, eine Bäckerei und eine Metzgerei im Ort. Inwieweit neben den 23 Fabriksarbeitern der Schmied, der Maschinist oder die beiden Schlosser in den Hennefer oder Siegburger Fabriken beschäftigt waren, kann hieraus nicht gesagt werden.

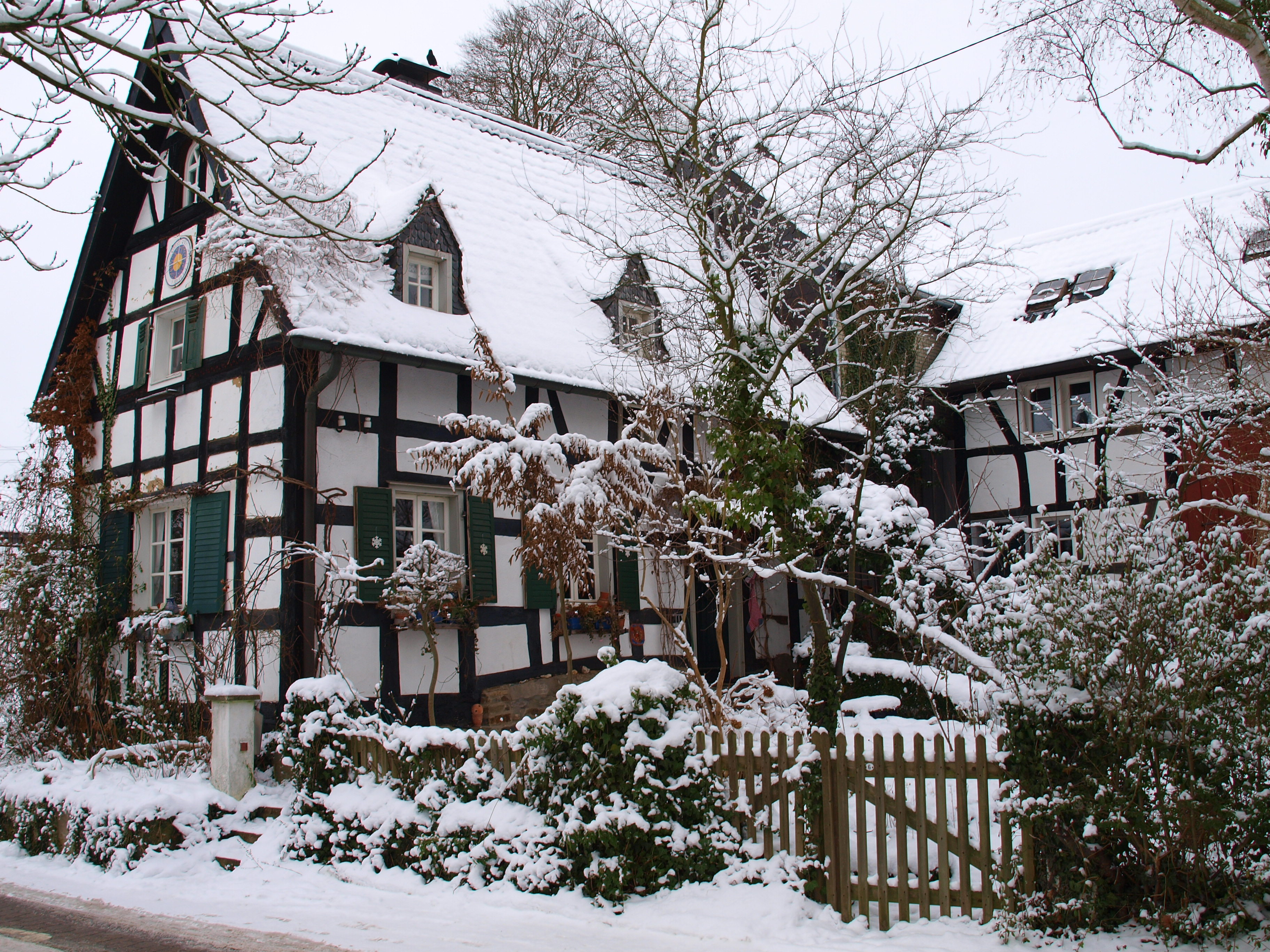
Allners ältestes Haus, erbaut 1670
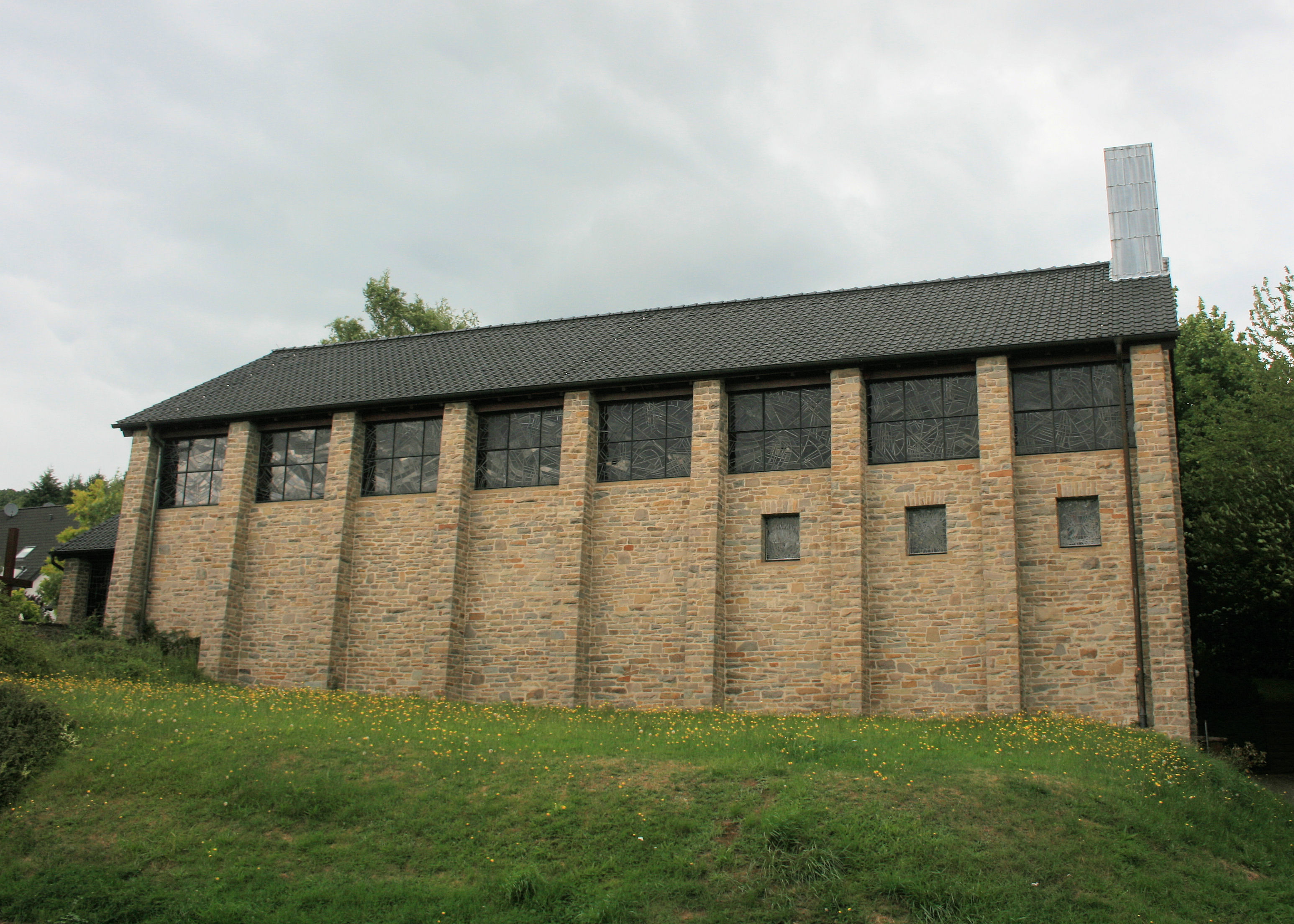
Die Kirche in Allner
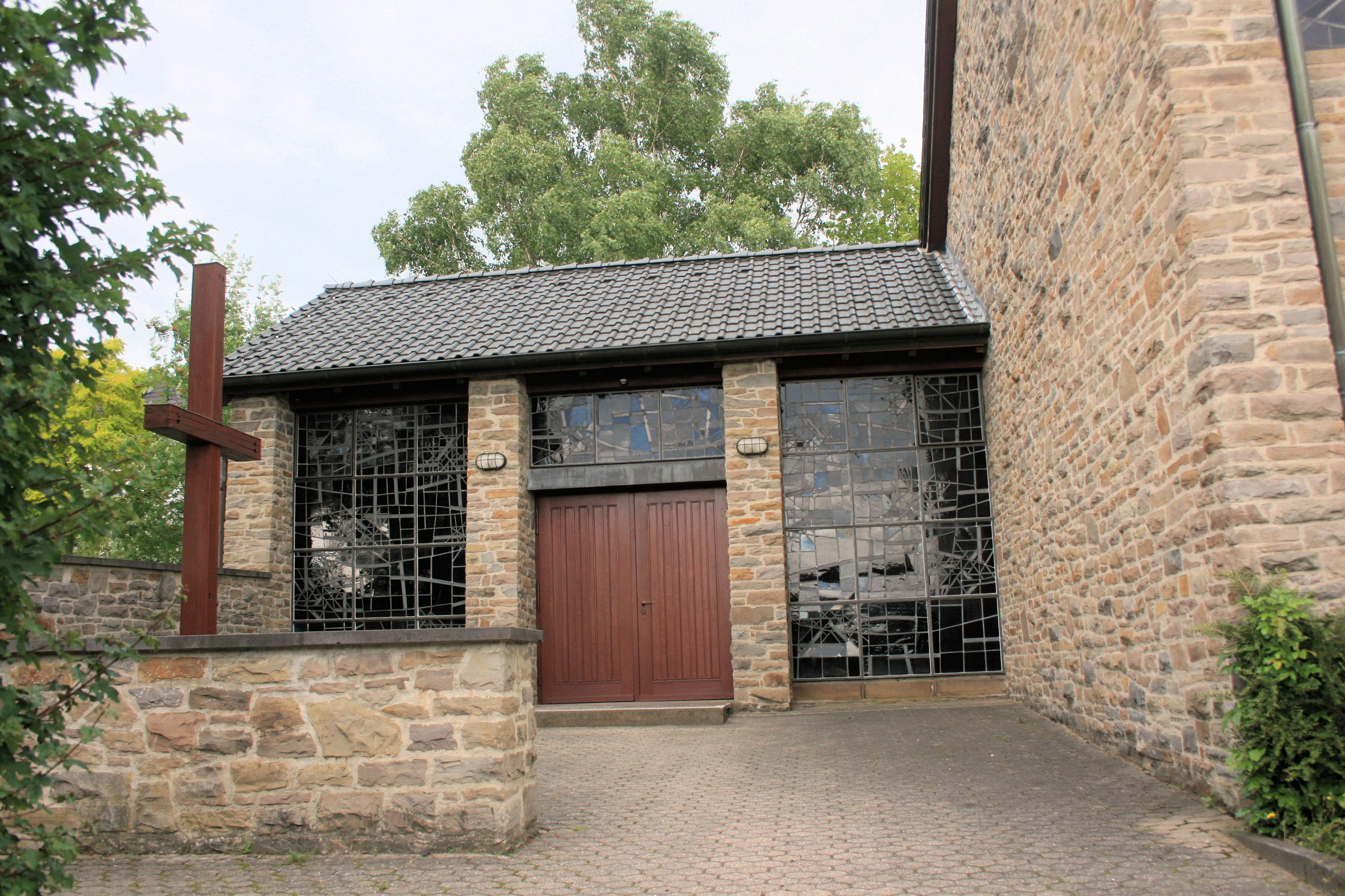
Detail der Allner Kirche
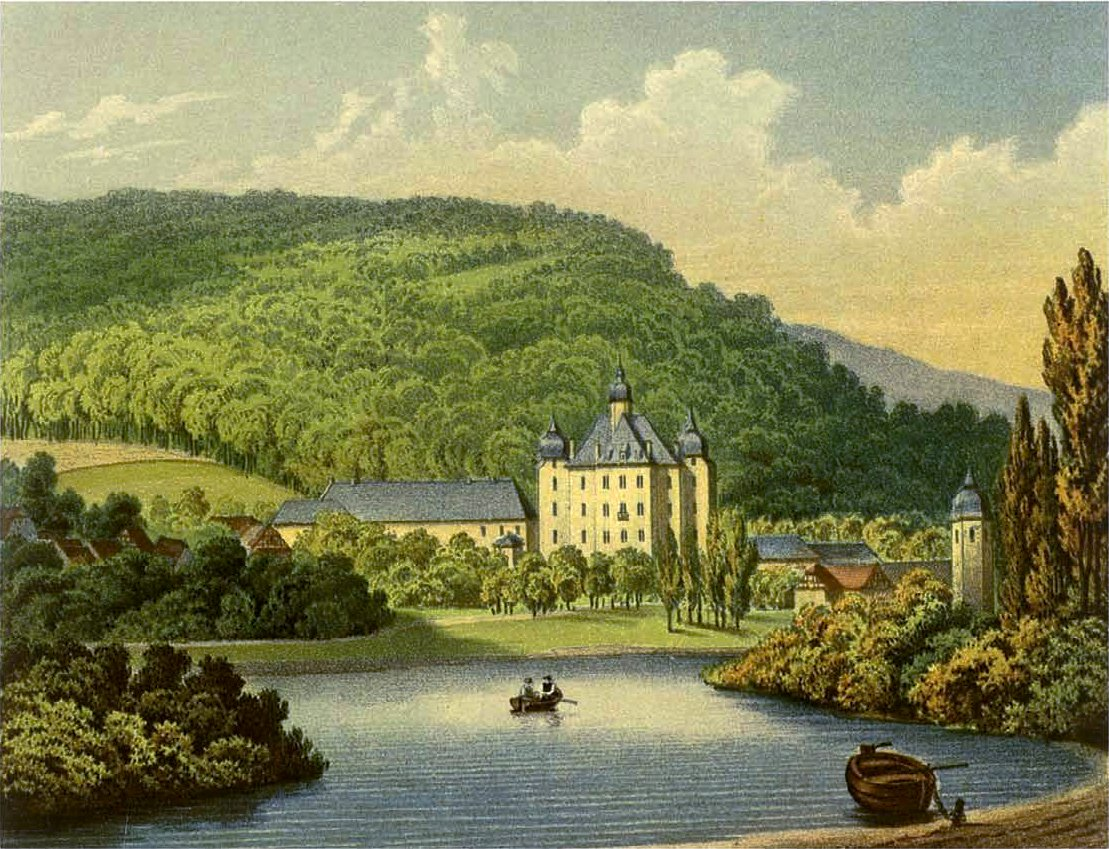
Schloss Allner

## Sehenswürdigkeiten
- Schloss Allner (Privatgelände – Zutritt nur für Bewohner und deren Gäste)
- Mühlenwüstung Allner Mühle (Mühlenrad)[6]

## Söhne und Töchter (Auswahl)
- Otto von Loë (1835–1892), Jurist, Politiker und Reichstagsabgeordneter